# New Brighton (Minnesota)
New Brighton is een plaats (city) in de Amerikaanse staat Minnesota, en valt bestuurlijk gezien onder Ramsey County.

## Demografie
Bij de volkstelling in 2000 werd het aantal inwoners vastgesteld op 22.206.
In 2006 is het aantal inwoners door het United States Census Bureau geschat op 20.875, een daling van 1331 (-6,0%).

## Geografie
Volgens het United States Census Bureau beslaat de plaats een oppervlakte van
18,4 km², waarvan 17,2 km² land en 1,2 km² water. New Brighton ligt op ongeveer 268 m boven zeeniveau.

## Plaatsen in de nabije omgeving
De onderstaande figuur toont nabijgelegen plaatsen in een straal van 8 km rond New Brighton.